# Mega Top 50
Mega Top 50 este un clasament muzical olandeză și o emisiune de radio care este difuzat pe 3FM de organizarea publică TROS. Prima precursor de liste a fost numit Hilversum 3 Top 30. Din mai 1969 Joost den Draaijer prezintea programul. După doi ani Felix Meurders, noul prezentator, schimbaru numele în Daverende Dertig. În iunie 1974 Nationale Hitparadea fu difusat pe canalul Hilversum 3. Lista curentă se initie în 1993. Prezentator al programului este Jorien Renkema. În zilele noastre compoziția de lista se basează pe cifrele de vânzări, airplay, streaming și cercetare de piata. Compilator este SoundAware.

## Cărți
| An   | Titlu                                      | Autor(ii)                          | Descriere a conținutului                                             | ISBN               |
| ---- | ------------------------------------------ | ---------------------------------- | -------------------------------------------------------------------- | ------------------ |
| 2004 | Mega Charts Jubileumeditie                 | Ed Hoogeveen                       | Ediție aniversara pe primii 10 ani de Mega Charts (în olandeză)      | ISBN 9789021540207 |
| 2013 | Mega Top 50 presenteert: 50 Jaar Hitparade | Bart Arens, Edgar Kruize, Ed Adams | Istoric complet de lista publică de 1963 pentru a 2014 (în olandeză) | ISBN 9789000331000 |

## CD-ROM-ul
| An   | Titlu                    | Editor                      | Descriere a conținutului                                         | ISBN               |
| ---- | ------------------------ | --------------------------- | ---------------------------------------------------------------- | ------------------ |
| 2006 | Mega Hitparade 1946-2006 | Softmachine Publishing Int. | Listele complete de hit-uri în listări olandeză de ani 1946-2006 | ISBN 90-76725-15-2 |